# Porphyrinia noctuelioides
Porphyrinia noctuelioides là một loài bướm đêm trong họ Noctuidae.